# 交通機関の精神障害者割引
交通機関の精神障害者割引（こうつうきかんのせいしんしょうがいしゃわりびき）では、日本の交通機関における精神障害者保健福祉手帳の所持者を対象とした障害者割引について解説する。
「障害者手帳」と言う表記は狭義では精神障害者保健福祉手帳を指すが、本項で取り上げる交通機関における「障害者割引」は歴史的経緯から身体・知的障害者を対象としている。精神障害者に対する割引は徐々に拡大しているが、障害者割引を適用する事業者の全路線が三障害同一で適用するまでには至っていない。そのため独立した項目として取り上げている。
なおこれらの割引には原則として、顔写真付きで有効期間内の手帳原本が必要であり、JRや一部事業者では「旅客鉄道株式会社等旅客減額欄」の表示が必要である。またミライロIDでは、後述の理由でJRや一部事業者では代用不可である。

## 鉄道運賃
鉄道事業者においては、JRグループ旅客6社および大手私鉄全社については、2025年（令和7年）4月1日までに精神障害者に対する割引制度が導入された。
傷痍軍人に対しては明治期から公共交通の割引制度は存在し、現在も戦傷病者は障害の程度により、JR乗車船が一定回数無賃扱いとなり、費用は国が負担している。さらに、戦傷病者に対しては特別急行料金もJRが無賃取扱いとしており、国はその特急料金の一部も負担している。
一般の障害者に対する割引は戦後に旧日本国有鉄道（以下「国鉄」）が導入した。旧国鉄の障害者割引では、介護者を伴わなければ旅行できない重度の障害者の二人分の運賃を実質的に一人分に割引くことを目的としており、さらに、長距離では運賃が高額となることから、100 kmを超える場合には負担軽減の観点から、障害等級を問わず、単独で利用する場合も割引される。
1949年（昭和24年）に身体障害者福祉法（昭和24年法律第283号）が制定され、身体障害者手帳の交付が始まったのに伴い、同法の附則によって国有鉄道運賃法（昭和23年法律第122号）が改正され、大体アメリカの例にならい、介護者を必要とする身体障害者が乗車する際に障害者と介護者の運賃を半額とする旨の規定が追加された。
介護者を必要とする身体障害者は、両眼ともほとんど見えない者、両方の上肢、あるいは両方の下肢が機能を失っている者、常に寝ており、複雑な介護がなければ身体活動のできないような程度の者を対象とすることが検討された。上肢の機能を失った者は歩行は可能であるが、手が完全に機能を失っており、財布の中からお金を出すことに非常に困難を来し、歯で噛んで引出しているような、切符を買うのに非常に困難なため対象とすることが検討されたが、吃音者などは駅の切符が買えることから割引の対象にならず、聾者（ろう者）も対象外であった。
私鉄に対しては財産権が問題になり、日本国憲法第29条第三項の規定により、私有財産を公共のために使う場合にも、正当な補償が要るという規定があることから、割引を義務付けることは困難であり、公共性を持った国鉄だけに割引が義務づけられた。
その後、1952年（昭和27年）に国鉄は「身体障害者旅客運賃規定」（昭和27年日本国有鉄道公示121号）を制定し、一転して聾者（ろう者）も対象になったほか、100 kmを超える場合には、身体障害の程度が低い者を含め単独乗車の割引を認められた。
100 kmを超える場合の単独乗車の割引は、国有鉄道運賃法に定める範囲をこえた割引であるが、強い要望もあり、社会政策的な意味から国鉄自身が割引を始めた。遠距離では運賃がかさむことから、学割のような100 km超という例があるので、区切りのいい100 kmを超えた場合に5割引とされた。
一方で、内部障害者や知的障害者は割引の対象外であった。
1970年（昭和45年）に制定された心身障害者対策基本法の第二十三条第二項では「日本国有鉄道は、心身障害者及びこれを扶養する者の経済的負担の軽減を図り、又は心身障害者の自立の促進を図るため、特に必要があると認めるときは、心身障害者及びその介護者の運賃等の軽減について配慮するよう努めなければならない。」と規定された。この法律は第二条で心身障害者の範囲に心臓、呼吸器等の固定的臓器機能障害や精神薄弱（知的障害）等の精神的欠陥を含んでいたが、結局国鉄は内部障害者や知的障害者に対する割引を行わないまま国鉄分割民営化で国鉄が消滅し、このような規定は削除された。
永らく国鉄やJRが内部障害者に対する割引を認めていなかったため、身体障害者手帳の中でも第1種または第2種の記載がされる手帳と、いずれも記載がされない手帳が混在していたことになるが、1990年2月1日にようやくJRの割引規則が改正され、JRが全ての身体障害者に対して第1種または第2種の少なくともどちらかの割引の取り扱いを認めたため、現在は全ての身体障害者手帳が第1種または第2種の記載の対象である。
これに対し、バスの割引は多くの場合で「身体障害者手帳の交付を受けている者」が対象であり、国鉄やJRが永らく割引を認めていなかった内部障害者も最初から割引の対象であった。
1991年（平成3年）12月1日にようやく知的障害者がJRの割引の対象に追加された。
依然として精神障害者に対する割引は行われないままであり、後述するようにJRは精神障害者割引の導入を否定し続けたが、2025年（令和7年）4月1日にようやく精神障害者がJRの割引の対象に追加された。
1987年の国鉄分割民営化後は国有鉄道運賃法は廃止され、介護が必要な障害者に対する割引も法律上の根拠を失ったが、旧国鉄から引き継いだJR旅客各社の旅客運賃割引規則が社内規則として定められており
JR旅客各社の規則での第1種（JRの区分は同じ障害種別の同じ等級でも差が生じる場合もあるなど極めて複雑であり、障害等級から容易に判断できないため、国鉄旅客運賃減額から名前を変え、引き続き手帳にJRの区分の記載がある）かつ介護者同伴の本人及び介護者の両者の普通乗車券、定期券、回数券、または101 km以上（切り上げ計算のため100.1 km以上が対象）を利用する場合の本人の普通乗車券および12歳未満の第2種障害者の介護者の定期券に限り割引を行っており、連絡運輸の取扱いをする他社線においても同等の割引が行われているが、連絡運輸の取扱いがない私鉄や地下鉄等では割引の対象が異なるなど、必ずしもJR旅客各社と同等の割引が行われているわけではない。
JR旅客各社の社内規則における精神障害の割引種別は、精神障害の障害等級の一級を第1種、二級・三級を第2種とする方針が明らかになり、それに従い厚生労働省が精神障害者保健福祉手帳に旅客鉄道株式会社旅客運賃減額欄を設け、第1種または第2種の記載がされるよう方針を出し、各自治体が令和7年4月1日までに実施している。
精神障害者（精神障害者保健福祉手帳のみの所持者）に対しては、上記のJR旅客各社・大手私鉄以外の事業者は導入に差が出ており、内容もまちまちで、第2種では全く意味をなさない或いは適用外と明示する割引もある。また一日乗車券などの割引切符は、そもそもの割引に重畳出来ないとして殆ど適用されない
しかし、駅等のバリアフリー化も進み、介護者を伴わず一人で行動できる障害者も増えており、近距離では第2種障害者には割引がなく、たとえ第1種障害者でも介護者がいなければ割引がないというのは、もはや旧国鉄時代の制度を踏襲しているだけで合理性がないのではないかという意見も存在する。一方で、割引は介護者を伴わなければ移動できない重度の障害者の二人分の運賃を実質的に一人分に割引くことを目的としているため、一人で鉄道に乗れるのであれば、割引は不要ではないかという意見も存在する。もう一方で、一人で歩ける障害者に割引はおかしいと思う人もいるだろうが、障害者には多くの金銭的負担があるので、障害者が単独で障害者割引で鉄道を利用したとしても不平等ではないのではないかという意見も存在する。また、障害者、特に精神障害者は平均収入が低く、苦しい生活の中、鉄道の割引を拡充してほしいという切実な声もある。しかし、障害者の経済的な問題を民間事業者に負担させるのは筋違いであり、国などが負担や支援をすべきとJR各社などは主張してきた。（後述のJRの項目も参照）

### JR線の運賃

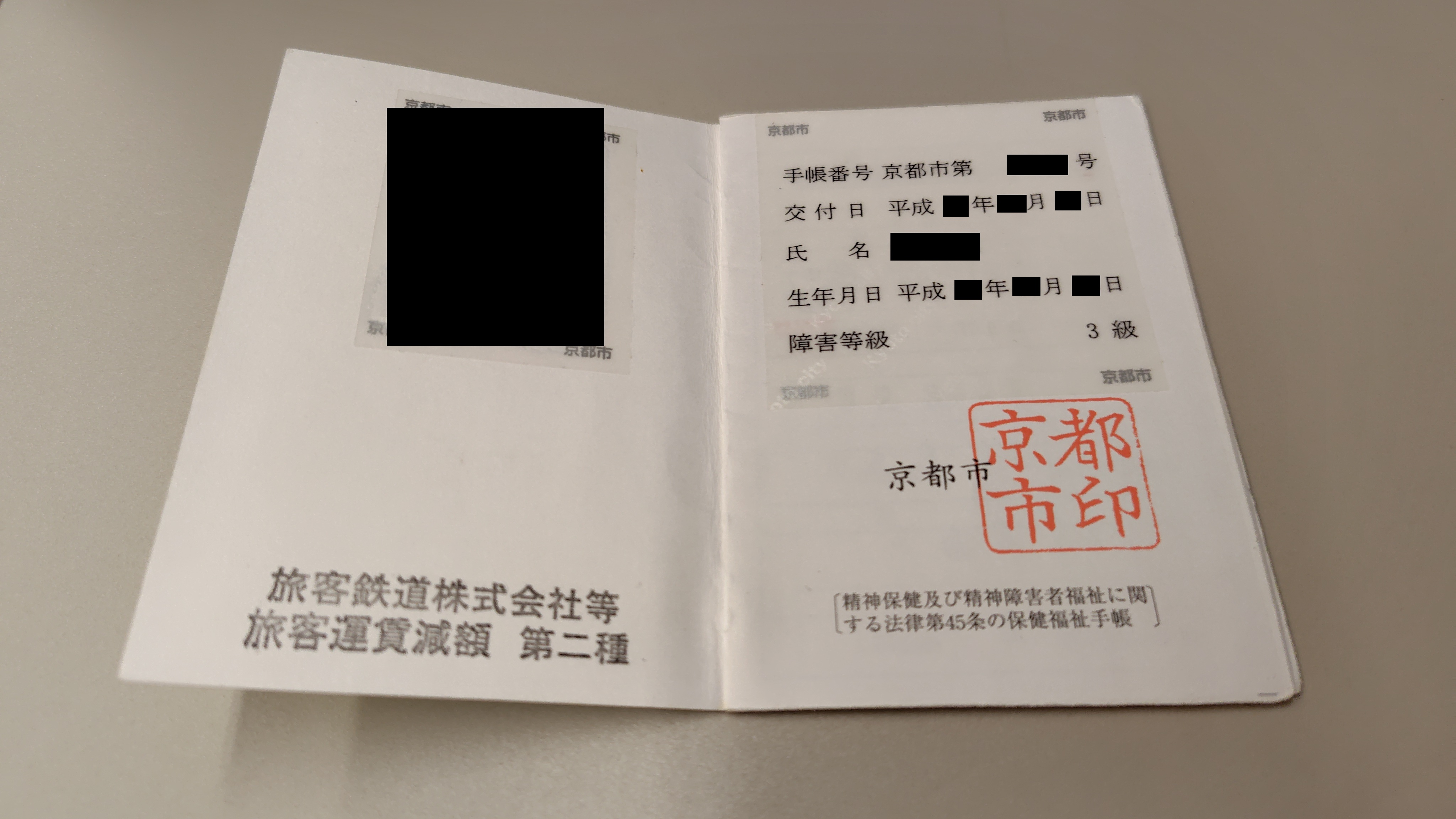
JRの「旅客運賃減額」の旨追記された精神障害者保健福祉手帳（当該ページ、京都市発行）
新しい様式の手帳に変更されるまではスタンプやシールでの対応が行われた

国土交通省はJR旅客各社に対して精神障害者に対する割引の導入を度々協力を要請していた。他の交通機関での導入状況を踏まえ、2025年（令和7年）4月1日発売分より、JR旅客各社において、精神障害者に対する割引が導入された。なお切符券面には、本人単独では「健割」、介護者がいる場合、本人の乗車券には「福割」、介助者の乗車券には「付割」と表示される。ただし、旧様式の手帳にはJRの減額区分が記載されていないため、役所で第1種または第2種の記載を行うまでは割引が受けられない。なお、顔写真の貼り付けがない手帳ではJR旅客各社では割引を受けることができないため、写真貼付なしの手帳を所持している場合は写真貼付ありの手帳への変更を行わなければ割引を受けることができない。また、第1種の手帳所持者であれば、障害者用のICカード(Suica等)を購入できる。本人用(「福」と印字がある)と付添人用(「付」と印字がある)の2枚組で、同時に同じ区間で使用する必要があるが、通常の自動改札を利用でき、割引運賃が適用される。
JR旅客各社は国鉄時代から引き続き実施している障害者割引や通学定期券の割引を含め、本来は事業者の負担ではなく、国の社会福祉政策として実施されるべきものという考えを表明してきた。
JR旅客各社が2025年4月の精神障害者割引導入を公表したのは、従来から各種団体や国会及び地方自治体での決議に押された部分はあるが、発表されたのは2024年4月11日である。最終的に決断のトリガーとなったのは、その10日前の2024年4月1日に、事業者による合理的配慮の提供が義務化された改正障害者差別解消法が施行されるという動きであった。なお実施までに約1年の期間をおいたのは、関係機関や省庁との連携、とりわけ今まで無かった精神手帳の「第1種」「第2種」の表示をするまでの期間のためとJRグループのプレスリリースに明記している。
また駅ではなくインターネットで割引乗車券が購入可能な、東日本旅客鉄道と北海道旅客鉄道のえきねっと、西日本旅客鉄道と四国旅客鉄道のe5489、九州旅客鉄道のネット予約では、マイナポータルを介して身体・知的障害者割引が可能だが、精神障害者割引はマイナポータルにおいての旅客鉄道株式会社等旅客運賃減額情報の改修が遅れていることから、当面適用されない。
なお、同様の理由でミライロIDが精神だけ障害者手帳の代用にはならないとの案内（一例として東海旅客鉄道や横浜市交通局）があり、注意が必要である。
また、JR東日本では切符購入時には障害者手帳原本を持参した場合は代理人が購入可能であり、当人がきっぷ売り場に並ぶ必要はない。

#### JRの急行料金
JRの急行料金は、JRの第1種障害者かつ介護者同伴の場合に限り、本人と介護者のJRの急行券（指定席利用時の指定席料金を除く）が5割引となる。
急行券の割引は単独割引と同様に旧国鉄に対しても割引の義務がなく、国鉄が自主的に100 kmを超えた場合の単独乗車の割引を認めた後も割引は行われなかったが、その後旧国鉄が割引を認めた。急行料金は100 kmを超える場合でも単独で乗車した場合は割引されない。
ただし、特別急行券は割引されないため、新幹線の開通や急行の特急格上げで、定期運転の急行列車が消滅したことで、臨時の急行列車を除き、事実上廃止された。
料金の種類や金額の設定は自由であるため、あえて急行を復活させる理由は特に存在しないと言える。
急行券の割引はJR以外の私鉄・第三セクター鉄道の急行では通常行われていないが、例外的に秋田内陸縦貫鉄道の急行券はJRの第1種かつ介護者同伴の場合は5割引となる。

### 私鉄運賃
大手私鉄では2025年（令和7年）4月1日までに精神障害者に対する割引制度が導入された。大手以外では2025年4月現在で約10事業者が精神障害者のみ実施していない、あるいはHP上に記述がない場合がある。他方、大井川鐵道のように精神障害者のみ単独割引を認めたり、宇都宮ライトレールのように、精神障害者のみJR減額第2種でも介護者と乗車する場合の割引を認めるなど、精神障害者に限定した割引を実施している場合もある。なお九州（沖縄含む）は2024年10月1日実施の肥薩おれんじ鉄道でJRを除く全ての鉄軌道事業者において距離やJRの減額種別に関係なく適用となった。割引率はJRと同様の5割引が採用されているが、地方鉄道では最低運賃の設定等により、実際の割引率が5割を下回る場合もある。また、私鉄ではJRと異なり10円未満の端数切り上げの会社も多いため注意が必要である。なお自動券売機に障害者用のボタンが無い場合などは、駅員に申し出て割引乗車券を購入することになるが、小児券での代用が可能な場合、または小児券で代用するよう案内される場合があり、この場合は自動改札機を利用してしまうと小児券利用と表示されてしまうため、乗降の都度、有人の改札窓口に小児券とともに手帳かミライロIDの提示が必要になる。小児券での代用は一部の私鉄が発祥であるが、現在はJRでも第1種障害者が介護者と100 km以下の近距離を乗車する場合に限り認められている。
| 鉄道事業者   | 第1種       | 第1種       | 第2種       | 第2種           | 備考 | 備考  | 備考                                                                                    |
| ------------ | ----------- | ----------- | ----------- | --------------- | ---- | ----- | --------------------------------------------------------------------------------------- |
|              | 障害者 単独 | 介護者 同伴 | 障害者 単独 | 介護者 同伴     | IC   | 代 用 | 特にJRと扱いが異なる場合を記載 割引率の記載がない場合は5割                              |
| JR（参考）   | No          | Yes         | No          | No              | ※    | ※     | 100.1 km以上の区間多し、JR東日本のみIC 100 km以下のみ小児券代用可                       |
| 東武鉄道     | No          | Yes         | No          | No              | IC   | 小    | 100.1 km以上の区間多し、乳幼児介護定期                                                  |
| 西武鉄道     | No          | Yes         | No          | No              | IC   | 小    | 単独は50.1 km以上で割引、乳幼児介護定期                                                 |
| 京成電鉄     | Yes         | Yes         | Yes         | Yes             | IC   |       | 以前は障害者ボタンがない券売機で小児券代用を案内していた                                |
| 京王電鉄     | No          | Yes         | No          | No              | IC   | 小    |                                                                                         |
| 東急電鉄     | No          | Yes         | No          | No              | IC   | 小    |                                                                                         |
| 京浜急行電鉄 | No          | Yes         | No          | No              | IC   | ？    | 割引規程では小代用可だが公式サイトには記載なし 100.1 km超の連絡運輸が若干存在する可能性 |
| 小田急電鉄   | No          | Yes         | No          | No              | IC   | 小    | 100.1 km以上の連絡運輸若干あり 乳幼児介護定期、第1種の乳幼児介護者は全券種割引          |
| 相模鉄道     | No          | Yes         | No          | No              |      | 小    |                                                                                         |
| 名古屋鉄道   | No          | Yes         | No          | No              |      |       | 100.1 km以上の区間若干あり                                                              |
| 近畿日本鉄道 | No          | Yes         | No          | No              |      |       | 100.1 km以上の区間やJRとの連絡運輸多し                                                  |
| 南海電気鉄道 | No          | Yes         | No          | No              |      |       | 100.1 km以上の区間若干あり                                                              |
| 京阪電気鉄道 | No          | Yes         | No          | No              |      |       | 乳幼児介護定期                                                                          |
| 阪神電気鉄道 | No          | Yes         | No          | No              |      |       | 乳幼児介護定期                                                                          |
| 阪急電鉄     | No          | Yes         | No          | No              |      |       | 乳幼児介護定期                                                                          |
| 西日本鉄道   | Yes         | Yes         | 定期×       | 本人 のみ 定期× |      |       | 乳幼児介護定期                                                                          |

[※注]
1. ↑  IC：障害者用ICカード以外のIC乗車券で入場し乗車後に降車駅の改札窓口で割引運賃で精算可能
2. 1 2  小代用可：自社線内を乗車する場合のみ、小児の普通乗車券を購入し、改札で手帳とともに提示することで障害者割引乗車券として代用可能
3. 1 2 3 4 5 6 7  乳幼児介護定期：乗車券不要の第1種・第2種の乳幼児の介護者の定期券（通勤定期券に限る）も割引

2017年（平成29年）4月1日からは、大手私鉄では初めて西日本鉄道が距離やJRの減額種別に関係なく割引をグループの筑豊電気鉄道や西鉄バス（系列会社も含む）とともに導入したことを受け、同日福岡県に路線網を持つJR九州バスや昭和バス（佐賀県内では導入済み）・堀川バス、福岡市交通局（福岡市地下鉄）も西鉄と同様に割引制度を開始している。なお九州の一般事業者に広く割引が広がったのは、西鉄の九州内での地位（例えば、西鉄のICカードシステムであるNimocaを使用する大分県の複数の事業者）及び同社が九州運輸局で九州内事業者の前で「精神障害者割引をしたため、減収になったケースはなかった」と発言したのが大きいとされ、後述のように同社は中長距離バスでも県内から九州内や自社メイン路線に適用を拡大しており、同社に促される形で九州島内完結の高速バスほぼ全てにおいて割引がなされた。一方、中小私鉄や近年開業した旧国鉄転換、新幹線／在来線分離により発足した第三セクター鉄道の多く（2025年4月以降はJR準拠が一部あるものの、精神障害者割引の導入はいすみ鉄道以外の全社になった）、富山地方鉄道、三陸鉄道、松浦鉄道、広島電鉄、とさでん交通、長崎電気軌道、熊本電気鉄道、2025年4月1日から東京モノレールやつくばエクスプレス、高松琴平電鉄、JR東海交通事業、アルピコ交通上高地線など多くの事業者が発行自治体、JRの種別や距離に関係なく一律に対象とするケースが増えている。なお2025年4月1日よりJRとの特急列車等が直通運転をしている智頭急行（線内の回数券だけ既適用）、伊豆急行、伊勢鉄道（線内相互は制限なく適用）、京都丹後鉄道（WILLER TRAINS）、富士山麓電気鉄道（富士急行線）、伊豆箱根鉄道、（東武鉄道、小田急電鉄の2社は精神/知的では連絡運輸区間で適用している）はJR基準かつ通算キロ数を元に合算して、自社発着や通過する場合も実施すると発表している。なお同様に特急列車等が直通して運転しているえちごトキめき鉄道は開業時から、北越急行は2018年12月1日の運賃値上げ時に、土佐くろしお鉄道は以前から自社で購入した場合に適用していた。IRいしかわ鉄道は距離に関係なく適用し、あいの風とやま鉄道やハピラインふくいとの連絡運輸切符は対象だが、金沢からのJR七尾線連絡運輸切符は100キロ未満のため、別途精算するよう案内している。
また2023年に宇都宮ライトレール開業時に適用した事で、栃木県内の路線バスも追随したというケースもある。
2023年（令和5年）4月1日より近畿日本鉄道でも割引が実施されている。ただし西日本鉄道と異なりJR旅客各社の身体障害者・知的障害者に対する割引とほぼ同等で、JRと同じになる、101 km以上（切り上げ計算のため100.1 km以上が対象）を利用する場合で、1級では本人及び介護者の両者の普通乗車券および定期券・回数券、2・3級は本人の普通乗車券・本人が小児（12才未満）の場合介護者の定期券に限り割引の対象となる。
以下は2025年4月1日以降のJRと同等の制度で導入されているが、そもそも連絡運輸含めても101キロ以上の区間がないため、単独乗車の規定がない、あるいは空文化している事業者も多い。
2023年10月1日より京浜急行電鉄、京王電鉄、東急電鉄、南海電気鉄道。
2024年（令和6年）3月16日に名古屋鉄道。
同年6月1日に、京成電鉄が西鉄同様の距離制限なく社線（新京成電鉄（2025年4月1日より京成電鉄に合併）及び北総鉄道）連絡を含む片道乗車券に限り、精神障害者への割引を開始した。2025年（令和7年）4月1日にはICカード・回数乗車券・定期乗車券についても精神障害者への割引が開始された。
阪急阪神東宝グループの阪急電鉄・阪神電気鉄道・神戸電鉄・能勢電鉄そして阪神電気鉄道が筆頭株主である山陽電気鉄道も2025年1月19日に精神障害者割引を導入し、4月1日から、西武鉄道、京阪電気鉄道、小田急電鉄、東武鉄道、相模鉄道が開始する事で大手私鉄全社で精神障害者割引が導入された。なお西武鉄道だけは51キロ以上が対象。

### 地下鉄・路面電車運賃
地下鉄や路面電車などはJRや大多数の大手私鉄とは異なり、距離やJRの減額種別に関係なく単独利用でも割引となる事業者が多い。
| 地下鉄事業者                     | 第1種（1級） | 第1種（1級）              | 第2種（2級・3級） | 第2種（2級・3級）         | 備考 | 備考  | 備考                                                                                      |
| -------------------------------- | ------------ | ------------------------- | ----------------- | ------------------------- | ---- | ----- | ----------------------------------------------------------------------------------------- |
|                                  | 障害者単独   | 介護者同伴                | 障害者単独        | 介護者同伴                | IC   | 代 用 | 特にJRと扱いが異なる場合を記載 割引率の記載がない場合は5割                                |
| 札幌市営地下鉄                   | Yes          | 1人                       | Yes               | 1人                       |      |       | 通学定期は区間自由、小児定期も割引                                                        |
| 仙台市地下鉄                     | Yes          | 1人                       | Yes               | 1人                       | IC   |       | 通勤定期23.1%引、通学定期は割引なし                                                       |
| 都営地下鉄                       | No           | 1人                       | No                | No                        | IC   | 小    |                                                                                           |
| 東京地下鉄                       | [ * 2 ]      | 1人                       | [ * 2 ]           | No                        | IC   | 小    | 運賃不要の1種2種乳幼児介護者定期も割引                                                    |
| 横浜市営地下鉄                   | Yes          | 1人                       | Yes               | 本人のみ                  | IC   | 小    | 第2種の小児は全券種第1種と同じ扱い 小児定期、1種2種乳幼児介護全券種も割引                 |
| 名古屋市営地下鉄                 | Yes          | 必要な 場合に限る 最大3人 | Yes               | 必要な 場合に限る 最大3人 |      |       | 通勤定期約52.25%引 学生定期は区間自由、大学生約52.25%引 元から安価な中学高校比では約45%引 |
| 京都市営地下鉄                   | No           | No                        | No                | No                        |      |       |                                                                                           |
| 大阪市高速電気軌道 (Osaka Metro) | No           | 1人                       | No                | No                        |      |       | 第2種の小児は全券種第1種と同じ扱い 小児定期、1種2種乳幼児介護全券種も割引                 |
| 神戸市営地下鉄                   | No           | No                        | No                | No                        |      |       |                                                                                           |
| 福岡市地下鉄                     | Yes          | 1人                       | Yes               | 本人のみ                  |      |       | 精神はJRの1種2種と同じ区分になる                                                          |

[*注]
1. 1 2 3  福岡市地下鉄はJRの旅客運賃減額 第1種・第2種とは異なる等級の区分を使用しているが、精神障害者については1級と2級・3級で区分しているため、手帳に記載のJRの区分と同じになる。
2. 1 2  但し東京メトロは、北綾瀬又は綾瀬発小田急線連絡又は北綾瀬・西日暮里間各駅発小田急線経由箱根登山線連絡であって、「メトロはこね」の特別急行券と併用する場合に限り、小田急電鉄及び小田急箱根鉄道線（箱根登山電車）との連絡運輸で100 kmを超える乗車券を発売するため、JRの減額種別を問わず単独利用でも割引になると発表している[112][113]。

IC：障害者用ICカード以外のIC乗車券で乗車後に降車駅でで割引運賃で精算可能。

小代用可：自社線内を乗車する場合のみ、小児の普通乗車券を購入し、改札で手帳とともに提示することで代用可能。

介護者：介護者を明確に1人と明記していない場合も1人と記載している。
都営地下鉄と東京メトロは2024年8月1日より（普通乗車券のみ、ICカードや回数券、定期券等は2025年4月1日より）、大阪市高速電気軌道（Osaka Metro）は2025年1月19日より精神障害者に対しても割引が開始された。いずれもJRと同様の規定であり、単独利用は対象外である。
路面電車は鹿児島市電、熊本市電､長崎電気軌道、筑豊電気鉄道、広島電鉄、岡山電気軌道、福井鉄道、万葉線、富山地方鉄道富山軌道線、富山ライトレール、都電荒川線、宇都宮ライトレール、札幌市電で手帳発行自治体や距離に関係なく精神障害者割引の適用がある。
また多くの政令指定都市の住民の障害者に対しては、大幅な縮小で条件や詳細が選択制である福岡市がやや特殊な他は、公営交通が無料や低廉な負担額で利用できる福祉乗車証を発行している。もっとも、市内交通では通常の障害者割引として、岡山市、広島市、熊本市など地元事業者が発行自治体に問わず精神手帳所持者が半額となっているところも多い。
福祉乗車証で割引になる事業者では住民とそれ以外で格差が生じている。特に精神障害者割引を実施していない京都市交通局、神戸市交通局は、精神障害者についても住民が無料または低廉な負担となり、住民以外でも身体・知的障害者は地下鉄内短距離、若しくはバスの単独利用でも割引となり、介護者がいない場合やJRの第2種障害者の割引がない都営地下鉄、大阪メトロも住民のみ無料または低廉な負担となる一方で、住民以外の精神障害者はたとえ通勤・通学・通院に利用する場合や、都営地下鉄新宿線本八幡駅のように駅所在地が運営事業者の自治体でない場合は最寄り駅でも全く割引されず、手帳発行自治体の住民と住民以外や、障害種別で大きな差が生じている。
なお、ケーブルカーにおいては四国ケーブル以外の、モノレールにおいては湘南モノレール以外の全事業者で障害者割引が導入されている。

## 路線バス運賃
バス運賃は、戦後の物価統制令下で物価庁によって決定されており、1951年（昭和26年）の運賃改定で、従来通牒で行なっていた身体障害者や児童福祉法の要保護者の割引が、学生定期（通学定期券）、回数券、小児券の割引とともに設定された。その後、1952年（昭和27年）8月にバス運賃の権限が運輸省に戻ることになったが、当時の運賃定額制の実施に伴い、運輸省自動車局長通知「バス運賃の割引について」（昭和27年自旅第1691号）において、それまでの割引を引き継ぎ、身体障害者及び同乗することが必要な介護者の運賃を半額とすることが通知された。当時は普通乗車券のみ割引され、身体障害者手帳の交付を受けている者及び介護人を要する場合は介護人共に五割引であり、鉄道では多くの場合は近距離では第2種障害者には割引がなく、たとえ第1種障害者でも介護者がいなければ割引がないのに対し、バスでは単独乗車でも等級や距離の制限を設けない割引が実施されていた。
現在は戦後の物価の混乱も終わり、統一的な運賃ではなく、鉄道と同様に路線ごとの設定となっているため、回数券や通学定期券の発売の有無や割引率が任意であるように、障害者割引の有無や内容もそれぞれの事業者の判断となるが、国土交通省が告示する「一般乗合旅客自動車運輸事業標準輸送約款」に障害者割引の規定があるほか、上限運賃が認可制であり、輸送約款や上限運賃の認可の際に割引の実施を促す形となっている。
戦後の統一的な運賃での割引の対象は「身体障害者手帳の交付を受けている者」であり、国鉄やJRとは異なり、内部障害者も最初から割引の対象になっていた。
1991年（平成3年）に標準輸送約款の割引対象に知的障害者が追加され、2012年（平成24年）7月31日に改定された標準運送約款の24条に「精神保健及び精神障害者福祉に関する運賃を割引する」旨明記された。
標準輸送約款を適用する場合は輸送約款の認可が不要であるが、各社が独自に輸送約款の認可を受ければよく、実際の割引の適用可否は事業者の判断となるが、精神障害者を割引の対象から外すことは、輸送約款の認可が必要になる点で身体障害者・知的障害者を割引の対象から外すことと同等となっている。しかしながら、独自の輸送約款で認可を受けるか、標準輸送約款を用いる場合も約款と申請運賃が異なっても罰則はないため、身体・知的障害者を割引の対象から外す事例はあまり多くない一方で、精神障害者のみ割引の対象から外す事例は少なくないのが実情である。
割引率は「一般乗合旅客自動車運送事業の運賃及び料金に関する制度」で「原則として一定率を減じて運賃設定する」ことが書かれているのみであり、標準運送約款などにも具体的な記述はないが、上記のように戦後の物価の混乱の中で統一的な運賃が設定されていた経緯があり、過去の運賃および料金に関する制度の通知で、普通運賃は5割、定期券は3割の割引とすることとされていたため、大半の事業者はそれに沿った割引を実施しているが、割引率の基準や目安などは存在しないため、事業者によっては異なる割引率や割引額が設定されることもある。なお大半の事業者ではミライロID呈示で代用可能だが、横浜市営バス（精神のみ不可）、秋田中央交通（全障害不可）ように、代用を認めていない事業者もある。
このように、割引の有無や割引対象、割引率や割引額は事業者が個別に決定するものであり、特に定期券は主流の割引率でも3割であることから、バス運賃では介護者を必要とする障害者の二人分の運賃を実質的に一人分に割引くという本来の障害者割引の目的を完全には果たせていないことが多い。
一方、標準輸送約款でも割引の詳細は規定されていないが、鉄道では多くの場合で近距離では第2種障害者には割引がなく、たとえ第1種障害者でも介護者がいなければ割引がないのに対し、バス運賃の割引は障害者が単独で乗車した場合でも等級や距離の制限なく割引が受けられることが多く、さらに、介護が必要と認めた場合またはJR減額第1種などの条件（精神障害2級または3級も含めるなどJRと違う区分の場合もある）で介護者も割引となることが多く、障害者の単独乗車でも割引を受けられる場合が多い。
ただし、例えば神戸市営バスのように、精神障害者には割引を行わない、または大阪シティバスのように、JR減額第1種の精神障害者の本人単独または本人と介護者の割引に限られる反面、割引対象となる障害者の定期券の割引率はバスで一般的な3割よりも高い5割であったり、名古屋市営バスのように、全障害に対し普通運賃は5割引を行う上に、定期券の割引率は一般的な3割よりも高い51.7%程度であったり、関東のバス会社で多く見られるように、普通運賃は全障害で5割引とするが、精神障害者のみ定期券の割引を行わない、または精神障害者のみ定期券の割引は第1種障害者に限定したり、京都市営バスのように、精神障害者に対しては割引を行わないが、身体・知的障害者に対しては、運賃だけでなく特急料金にも5割引を適用するなど、障害等級の制限（1級や1・2級）、割引率、介護者の割引を認める条件や人数、定期券の割引の有無などは様々である。
特にコミュニティバスと呼ばれる自治体（複数もあり）が運営主体で、主に事業者に委託しているバスは、個別に運賃を決定しているため割引形態はさまざまであり、無料から身体障害者でも割引がない場合まであり、委託先事業者とも異なるケースがあるので、制度を都度乗務員や自治体に確認する必要がある。
国土交通省から協力要請が行われていることや、標準輸送約款の割引対象に精神障害者が加わったことなどから、割引を開始する事業者もある。
路線長がおおむね50 km以下の短距離路線バスの運賃は後述する高速バス・長距離バス・空港発着バスを除き、対キロもしくは均一の上限運賃制で、認可を受けた上限運賃の範囲内で設定、もしくは協議運賃となる。
上限運賃の設定の根拠となる原価計算の際に障害者割引を前提としていた場合は、廃止には再度運賃の審査または協議が必要になる可能性が考えられる。割引の廃止はあまり行われていないが、大阪シティバスの自社運行路線では2017年度頃までは精神障害者に対しても割引が行われていたが、精神障害者割引が存在しない旧大阪市営バスの事業を引き継いだこともあり、精神障害者のみ割引が廃止された事例も存在する。
東京都内の一部バス事業者では、東京都居住の精神障害者限定の割引が行われている。例として東急バスや京王電鉄バスでは身体障害者・知的障害者は無条件で半額とする一方で、精神障害者は東京都発行の精神手帳のみ、かつ都内区間だけ利用する場合のみ半額適用にする特殊な割引が実施されている。東京都発行の精神手帳のみを対象とした割引ではあるが、東京バス協会に加盟する事業者が自主的に決めたものであり、東京都との取り決めや補助が行われているわけではない。
なお京急バスは都内は上記ルール、神奈川県内は川崎・横浜市内外の路線は神奈川県手帳所持者が割引対象と言う特殊なルールがある。また東京都から山梨県丹波山村や小菅村に入る路線がある西東京バスでは、山梨県を含む全ての道府県発行の手帳では割引にならない。
一方で、補助金によって割引が実施される事例もあり、旭川市では事業者による自主的割引が困難な現状から、3障害共通の取扱いを進めるために補助金を支給しており、市内に路線を持つバスでは、身体障害者・知的障害者は事業者の負担で無条件で半額、精神障害者は市内区間だけ旭川市の補助金で発行自治体に関わらず半額という事例もある。
また、 共同運行路線で事業者により扱いが異なる路線がある。例えば横浜市営バスが精神障害者割引を導入している一方で、適用外の神奈川中央交通（横浜市内完結路線）や東急バスと若葉台団地からJR十日市場駅や東急青葉台駅まで共同運行をする、あるいは北海道で千歳相互観光バスが精神障害者割引を導入しているが、適用外の道南バスや北海道バスと共同運行する例がある。
ちなみにJRグループでは、ジェイ・アール北海道バス以外の一般路線バス及び旅客鉄道会社が運営するBRTでは精神障害者割引を導入している。

## 高速バス運賃
路線バスのうち、専ら一の市町村（特別区を含む）の区域を越え、かつ、その長さが概ね50 km以上の路線、または空港発着で、停車する停留所を限定する路線は、影響が比較的小さい「軽微運賃」として、認可された上限運賃の範囲で決定する上限運賃制よりも緩い事前届出制であるため、変更命令が出されるような極端な事態を除き、基本的に自由に運賃を設定することができる。
前述の路線バスの項目で示したように、割引率に基準や目安があるわけではないが、通常の路線バスと同じく5割引が主流であり、路線バスと同様に、等級や距離の制限を設けないことが多い障害者本人の割引と、JRの第1種または独自の条件で介護者の割引の両方を実施していることが多い。
また、バスでは急行・特急料金や設備料金などが設定されていることが少なく、全額が運賃の扱いであることが多いため、割引率で5割を採用した場合は鉄道よりも割引率が高くなりやすい傾向にある。
ただし、身体障害者・知的障害者に対する割引についても全く行われていなかったり、一部の予約サイトでは割引が適用できないなどの制限がある場合もある他、割引率（または割引額）を引き下げたり、また、認可が必要な上限運賃の制約を受けずに運賃を設定できるため、後述のJALグループ以外の航空運賃同様、通常運賃を高めに設定した上で、障害者割引と併用できない割引を設定したり、ダイナミック・プライシングの変動運賃（閑散・繁忙期または時間帯や残席数による変動）の普及による普通運賃の形骸化により、割引率が著しく低下していたり、障害者割引を利用しないほうが安価となる場合もある。
都市間高速バスの割引は、競合する高速バスや他交通機関と比較した考えになったり、通常の路線バスで多くみられる公営バスやコミュニティバスなどの行政が主体の運営や、行政の赤字補填によって維持されている赤字前提の路線ではないことなどから、割引はごく一部の事業者の路線に限られていた。
そのような割引が実施されていたごく一部の路線でも、2010年代後半ころから精神障害者割引の廃止が相次ぎ、2020年代前半にはさらに新型コロナウイルス感染症 (2019年)が追い打ちをかけ、次々に割引が廃止された。
JRの鉄道割引発表まで精神障害者割引の廃止を免れていた路線は、加越能バスの名古屋＝高岡(氷見)線、ブルーライナー、遠鉄バスの浜松=横浜線や空港連絡バス、しずてつジャストラインの静岡=横浜線、平和交通全線と同社が単独運行開始して後に参入したJRバス関東、京成バスの「エアポートバス東京・成田」、関東、名古屋、九州=四国各方面「コトバスエクスプレス」（琴平バス）、広島県内、沖縄本島内の高速バス及び、2017年より実施した福岡県内及び一部県外路線の西鉄バスなどである。
その後JR鉄道割引発表を境に、大手のウィラー（一部の共同運行路線を除く）はJRや大手私鉄などの鉄道割引導入に先駆けて2024年6月1日より割引を開始し、また西鉄バスが、上述の路線に加えて2024年10月1日から大部分の路線、及びJR九州バスを含む九州内の各事業者が九州島内路線に適用、更には2025年4月1日乗車分から奈良交通・関東バスの「やまと号」「ドリームスリーパー号」が、また2025年4月1日発券分よりJRバスグループ、あるいは前述の遠鉄バスやしずてつジャストラインやJRバスとの共同運行路線である京王電鉄バスの新宿・渋谷からの浜松、静岡線、名鉄バスと実施に向けた流れが出来つつあるが、2025年4月時点ではやや西日本の事業者の方が適用事業者が多い。特に地域を問わず西鉄・名鉄を除く大手私鉄系（グループを含む）バス事業者、或いは山陰、JRバス東北以外の東北や北海道のバス事業者では今のところ実施率が著しく低い。
ただし、上記の路線バスの項目で示したように、以前は身体障害者・知的障害者に対する割引さえ実施していれば輸送約款の認可を省略できたものの、2012年（平成24年）以降標準輸送約款の割引対象に精神障害者が加わったことから、精神障害者を割引の対象から外すことは、輸送約款の認可が必要になるという点で身体障害者・知的障害者を割引の対象から外すことと同等の扱いとなっている。しかしながら、独自の輸送約款で認可を受けるか、標準輸送約款を用いる場合も約款と申請運賃が異なっても罰則はないため、割引を実施しない場合も多く、その場合も、身体・知的障害者を割引の対象から外す事例はそこまで多くない一方で、精神障害者のみを割引の対象から外す場合が大半であるのが実情である。
一部の定期観光バスについても、地域やコース、運行会社などによって異なるが、「はとバス」（コース番号のアルファベットがA・B・Cで始まる「定期観光」のみ対象。要電話予約。Web予約不可）「亀の井バス」別府地獄めぐり（割引率は低いが、実質、地獄組合加盟の７地獄の入場券分が割引となる。ハイウェイバス・ドットコム、@バスや電話で予約可能）等が可能。

## 福祉乗車証制度
精神障害者全体への割引制度がないが、その地方公共団体の住民である精神障害者（精神障害者手帳所持者・療育手帳や身体者手帳の場合は条件が異なる）に対しては福祉乗車証などといった証明書を交付すると、公営交通などの運賃を無料とする例もある（例：京都市交通局）。
仙台市交通局は、2021年3月31日まで仙台市または宮城県発行の精神障害者福祉手帳を提示した場合のみ、本人分の普通乗車券に限って割引対象としていた。翌4月1日以降は手帳の発行自治体を不問とし、あわせて介護者や定期券への割引を開始した。
地域独自のICカード乗車券では自動的に割引運賃を引き去る機能のある障害者用カードを発行するものがあり、手帳を提示することで購入できるが、多くのカードにおいて手帳に対応した有効期限が1年あるいは当初翌々年の誕生日、以後毎年更新など地元在住者以外では使用しにくいケースが多い。交通系ICカード全国相互利用サービス加盟のICカードについては、中京圏各社で導入されている「manaca」と西日本鉄道などで導入されている「nimoca」、福岡市交通局の「はやかけん」などの障害者用カードがあるものの、いずれも導入各社の障害者割引制度との関係から、身体、知的も含めて利用できる事業者は限定される。また割引カードで乗り越しても乗り越し運賃を支払えない問題もある（例:名古屋市=名鉄、福岡市=JR九州）。
なお堺市以外の政令指定都市では、静岡市や広島市や相模原市などで手帳発行自治体に問わず一律の割引措置を行うか、在住者に自治体内の無料パス交付、或いは双方の措置をとっている。また名古屋市においては、手帳所持の市民に福祉特別乗車券を配布した上、2015年（平成27年）10月1日から名鉄バス、2016年（平成28年）4月1日から千葉市（モノレールを含む、また県内も一部事業者を除き全社）に続き、名古屋市が主に出資する全ての交通機関（地下鉄・市バス・名古屋ガイドウェイバスガイドウェイバス志段味線・あおなみ線）で全都道府県・全等級の精神障害者保健福祉手帳所持者に対して、半額割引を行っている。（地下鉄は日進市、ガイドウェイバスは春日井市、市バスは両市を含む9市町に跨がるがいずれも対象である。名鉄、JR東海、近鉄の名古屋市内区間は福祉特別乗車券の対象区間であり名古屋市在住者は実質無償であるが市外在住者が介護者なしで利用する場合は半額割引は対象外(名鉄、近鉄、JR東海は名古屋市内のみ乗車の場合は100 km以内の為介護者なしの場合は対象外)、市も僅かに出資しており、藤が丘駅にて地下鉄と乗り換えが可能なリニモ（筆頭株主は県)は介護者同伴1級のみ対象（身体、知的も介護者同伴のJRの第1種のみ対象、なお100 kmを超える区間は存在しない）のため注意が必要である。）なお三重交通は一般路線バスと一部の高速バスで半額割引を実施しており名古屋市営バス、名鉄バスと同様名古屋市内では市内在住は実質無償、市外在住は半額となる。

## 船舶運賃
船舶運賃は、離島等の住民が日常生活・社会生活を営むために必要な船舶による輸送が確保されるべき区間とする指定区間は上限認可制であるが、それ以外の航路は事前届出制であり、運賃の自由度は高い。
船舶運賃については国土交通省や運輸局の協力要請により適用事業者が多く、シルバーフェリー、太平洋フェリー、新日本海フェリー、商船三井フェリー、東海汽船、小笠原海運、東京九州フェリー、名門大洋フェリー、阪九フェリー、四国オレンジフェリー、松山・小倉フェリー、フェリーさんふらわあ、マルエーフェリーなどの中長距離フェリー事業者の大半が、身体・知的と同様の内容で2等船室若しくは2等寝台相当額に対して割引を行なっている。これらは運賃（更に2等寝台等の付加料金、あるいは高速船料金）が半額もしくは割引に場合があるため、相対的に他交通機関に比べ割引額が高い。
そのほか短距離の航路（自治体直営船含む）も割引が実施されている地域がある。但し青函フェリー（2020年10月1日に復活）や泉房穂前市長が「福祉が充実している」として有名にした明石市も出資しているたこフェリー（現：淡路ジェノバライン）のように廃止された例もある。
なお、船舶において単独で乗船する場合はJRルールに準拠して「101キロ以上の行程」と明記してある航路があるが、これらは鉄道とは異なり単独ではなく他交通機関とトータルで超えるとみなして、実際は一律で割引きにしている場合が多い。

## 航空運賃
航空運賃は長距離の高速バスと同様に事前届出制であり、運賃の自由度は高い。
航空運賃では、国際線および主要な格安航空会社、一部の離島発着便の場合は、従前から身体障害者・知的障害者・精神障害者を問わず障害者割引自体が存在しない。更にLCCの場合は、小児運賃についても存在しない。外資系の格安航空会社では障害者割引を設定していない事も多く、ジェットスター・アジアの様に、規格外や電動車椅子の持ち込みや乗務員による介助手伝いが必要な場合は追加料金を徴収している所もある
他方、障害者割引を実施している航空会社については、2016年以降に国土交通省と航空各社の間で精神障害者への割引導入に向けて協議し、準備を進めていた。日本航空とJALグループ各社が2018年（平成30年）10月4日予約・搭乗分より、天草エアラインが同年12月22日搭乗分（同年10月22日予約分)より、全日本空輸・ソラシドエア・スターフライヤー・AIR DO ・IBEXエアラインズ及びオリエンタルエアブリッジが2019年1月16日予約・搭乗分より、フジドリームエアラインズが同年3月31日搭乗分（同年1月31日予約分）より、東邦航空（東京愛らんどシャトル）が同年6月1日予約・搭乗分より従来から設定していた国内線の身体障がい者割引が、新たに精神障害者も対象となった。新中央航空も2020年10月1日より身体障害者割引運賃を障がい者割引運賃に変更する形で、精神障害者も対象とした。2024年1月31日就航のトキエアにも設定がある。同伴者も1名に限り、同様の割引が適用となる。但し、ストレッチャー持込の場合は別途追加料金がかかるので通常運賃よりも割高になる
航空各社の障がい者割引は、航空会社や区間により割引率が異なる。特に、JALグループとそれ以外、また2026年5月19日以降のANAグループでは大きくルールが異なる。
JALグループ（日本航空、日本トランスオーシャン航空等）では2023年4月から障がい者割引は「ディスカウント方式」となっており、「フレックス」、「セイバー」、「スペシャルセイバー」、「往復セイバー」、「プロモーション」の5区分の運賃について、約20％の割引を行う。予約変更等の取り扱いは、各運賃区分によって取り扱いが異なり、ベースとなる運賃区分に準ずる。したがって、フレックス以外は予約を変更することができない。
JALグループ以外の航空会社の場合、JALグループのフレックス同様に通常運賃の一定額を割り引いた運賃を設定している早期購入割引（ANAスーパーバリュー等）や株主割引、パッケージツアーと比較すると割高になる場合が多い（当日等の割引運賃適用外で搭乗する場合や、繁忙期はこの限りでない）一方で、障がい者割引の場合は、早期購入割引等やパッケージツアーのように発売できる座席数や予約変更に制限がなく、空席があれば片道から購入可能で、且つ予約変更可能であるのが利点となる。ANAの「プレミアムクラス」は、シート料金(ANAは運賃と料金が一体で発売されるため、路線ごとに普通席との差額にバラツキがある）は割引対象外だが、運賃が普通運賃扱いのため、早期購入割引や株主割引と違い、幾分予約しやすい。JALグループも2023年4月の運賃制度変更前は、ANA等と類似の制度であった。
2026年5月19日以降のANAグループでは、現在（2025年6月24日時点発売分）では基本運賃が安価かつ柔軟性が低いものからエコノミー/ファースト（現在のプレミアムシート）で「フレックス」「スタンダード」「シンプル」になり、それぞれの運賃に障害者割引率（2割）をかけて発売しているため、JAL類似の制度になると思われる。（従来のスーパーバリュースペシャル運賃がどうなるかは不明）
障がい者割引で利用の際、チェックインカウンターにて手帳提示、確認作業終了後に搭乗券控えが渡されるが、JALやANAのマイレージ会員であれば、事前に障がい者手帳のコピー（要写真付き）と申請書（各航空会社ホームページから印刷入手可能）に必要事項を明記の上発送もしくは空港カウンターで登録。登録作業完了後は、通常利用時と同じく、空港でのチケットレス・チェックインレスで搭乗が可能（コードシェア便を含む。空港でも、有人カウンターで障がい者手帳とマイレージカードを提示・手帳情報及び航空券情報を登録すれば期限内は通常時と同じくチェックイン可能）。大手会社のマイレージカードを使用しない予約や大手以外では下記の２種がある。独自のマイレージシステムを持つAIRDO、ソラシドエアではマイレージ情報に対して初回登録時だけ手続きが必要である。それ以外の航空会社では、搭乗都度有人カウンターにて、手帳かミライロIDを提示して手続きを行う必要があるため、特に混雑期や悪天候時などは早めの来港が必要となる。また登録済みでも、JAL（ANAは不要）は手帳の有効期限が切れた場合は、改めての手続きが必要であることが、身体・知的療育手帳とは異なる。期限切れの場合は手帳と紐付けた予約が出来ない。（会員外で予約して、当日チェックイン時に窓口で手帳を提示すれば搭乗可能）
また制度ではないが、事前搭乗サービスを実施している航空会社では、手帳かミライロID提示で等級に関係なく対象者となるため、騒がしい待合室での待機が軽減される。

## タクシー運賃
日本のタクシー運賃は原則として全ての事業者からの申請（実際には事業者団体による一括申請）を前提とする同一地域同一運賃制度であったが、1993年（平成5年）10月から同一地域同一運賃が廃止され、上限運賃の改定申請事業者の車両数の合計が当該運賃適用地域における全体車両数の5割を超えた場合に運賃改定手続を開始することになり、1998年（平成10年）3月からは個人タクシーは除外され、申請があった法人事業者の車両数の合計が7割を超えた場合に運賃改定手続を開始することとなった。タクシー運賃は地域ごとの設定であるが、現在は運賃改定申請は各事業者が個別に行うこととなっている。
タクシー運賃は地域ごとに上限運賃と下限運賃（上限運賃から約10%）の範囲内の運賃が申請された場合は自動的に認可される自動認可運賃が設定されており、この範囲内で運賃を申請した場合は審査を省略することができる制度となっている。
タクシーの身体障害者割引は、愛知県でいち早く運転手と愛知県の自動車交通労組の負担で実施されており、熊本県と山梨県でも一部実施されていた。
現在の形の障害者割引は、東京都では1990年（平成2年）5月26日に開始され、当初は六大都市等に限られていたが、事業者による運賃改定申請で身体障害者割引が含まれる運賃の申請が行われた地域で新たに実施されるようになり、1992年（平成4年）の夏までに全国で順次導入された。
知的障害者割引は東京都では1992年（平成4年）5月に開始された。
現在は身体・知的障害者ともに全国で割引が実施されており、国土交通省自動車局長通知「一般乗用旅客自動車運送事業の運賃及び料金に関する制度について」（2001年（平成13年）10月26日）では身体障害者、知的障害者に対して1割を割引すると記載されるまでに至っている。一方で、統一した実施がない精神障害者は、同様に公共的割引として設定可能である被爆者・戦傷病者・その他とともに「事業者の申請に基づき個別に設定するものとし、割引率は1割とする」とされている。
精神障害者割引は2025年時点では少なくとも東京都を始めとして大半の地域では実施されておらず、運賃改定の際も身体・知的障害者割引のみが含まれ、精神障害者割引は含まれない運賃が申請される状況にある。
ただし、個別の事業者で割引が実施される場合があり、遅くとも1998年（平成10年）時点では既に精神障害者割引を実施するタクシー事業者が出てきており、精神障害者保健福祉手帳への写真の貼り付けが行われるようになった2006年以降は特に実施する事業者が増えているほか、タクシー協会単位で実施される場合もあり、東京都、東京都個人タクシー協会、大分県、大分個人タクシー協同組合、佐賀県、石川県、長崎県や長崎市、滋賀県、宮崎県、鹿児島県の事業者団体に加盟するタクシーなどで精神障害者割引が行われており、大分県、佐賀県、鹿児島県のタクシーでは県内のほとんど、東京都は9割以上のタクシーが精神障害者割引を実施しているとされる。胆江支部（奥州市、胆沢郡金ヶ崎町）、むつ支部（むつ市）、松戸市のような市町村単位のタクシー協会や支部等でも実施される場合がある。ただし、地域内でも協会に加盟していないタクシー事業者は実施していない可能性もあるため注意が必要である。
さらに、秋田県、愛知県（名古屋交通圏を除く）などの事業者団体に加盟するタクシー事業者の多くが精神障害者割引を実施している。ただし、これらのタクシー協会では全ての事業者の賛同が得られるまでには至っておらず、協会に加盟していても割引を実施していない事業者も存在する。
また、京都府内のタクシー営業地域（京都北部地区および京都市域地区）は、精神障害者割引の設定や事業者団体単位での割引のいずれも実施していないが、20以上の事業者が割引を行っている。
このように、身体・知的障害者割引は地域単位の申請運賃に含まれる割引として設定され、事業者が個別に廃止することはできない一方で、精神障害者割引は申請運賃に含まれるまでには至らず、各事業者の判断で実施されるのが一般的であるため、同じ地域でも会社により異なり、割引が行われる場合は障害等級や距離にかかわらず10%引となる。運賃料金の内容は車内の見やすい位置に表示があるため、精神障害者割引の有無が確認できるようになっている。
しかし、精神障害者手帳の表紙には「障害者手帳」とのみ表示され「精神」の表示がないことから、知識のない運転手が割引対象の身体障害者手帳と誤認したり、夜間などは手帳内の文字が見えにくいことから精神障害者手帳の見分けが難しく、障害者手帳カバーの色による識別も、障害の種別が色でわからないように統一された県があることや、他県の手帳カバーの色までは把握できていないことなどから、誤って割引対象外の精神障害者を割引してしまったり、逆に割引対象の身体障害者手帳や療育手帳を割引対象外と誤認することがあるなど混乱が生じている。
他の交通機関と異なり歩合給などの制度が影響し、会社によっては障害者割引によって運転手の給与が下がることがあるため、クレジットカードでの支払いとは併用出来ないなどと意図的な不正拒否も行われることもある。なお、実施している割引を不当に拒否することは道路運送法違反として厳正に処分される。
また、地方公共団体によっては障害者に対してタクシー利用券が交付されることもある。

## 有料道路料金
有料道路料金は介護者が同伴の場合でも料金が変わらないため、介護者を伴わなければ旅行できない重度の障害者の二人分の運賃を実質的に一人分に割引く障害者割引は存在しない。
有料道路の身体障害者割引は、身体障害者が移動する場合に、ハンドル操作や各種装置の運転操作に困難を伴い、身体的な苦痛や疲労が著しいため、走行の条件のよい有料道路を利用することが相当程度余儀なくされている実情があり、通勤、通学、通院等の日常生活において、有料道路を利用する障害者に対して、自立と社会経済活動への参加を支援することを目的としている。また、肢体不自由者が運転する場合には、走行条件のよい有料道路を通行することが交通安全上も望ましいという判断も働いている。
有料道路の身体障害者割引は1979年（昭和54年）6月1日に開始された。対象は歩行機能が失われた下肢または体幹の不自由な身体障害者であり、これは、足がわりとして自動車を運転する障害者に対する割引が目的であり、より重度の障害者は対象外であった。さらに、聴覚障害者等の他の身体障害者は、歩行機能が失われているというわけではなく、自動車を足がわりとしなければならないという程度が低く、道路の場合は一般道路の通行もでき、有料道路の通行を余儀なくされる程度も下肢体幹不自由者に対してかなり低いため、対象外となった。また、日常活動で利用する範囲という観点から、日本道路公団（現:NEXCO）以外の道路の割引は、隣接する都道府県までに制限されていた。
上肢（手）に障害のある人が運転できる自動車も開発されたこともあり、歩行機能が失われているというわけではないが、1986年（昭和61年）12月から手の不自由な障害者が運転する場合も割引されるようになった。
しかし、1992年（平成4年）6月15日に道路審議会で、内部障害者の運転と重度障害者の介護者の運転を割引の対象とする答申が出され、結局1994年（平成6年）10月には、歩行機能、運転の苦痛や疲労、交通安全上の望ましさの程度にかかわらず、すべての身体障害者本人の運転が割引対象となった。
また、このときに介護運転として、重度の身体障害者、重度の精神薄弱者（知的障害者）の移動のために介護者が運転する場合も対象となった。
一方で、精神障害者は、そのような身体障害者の割引の趣旨とは少し違うため、割引は行われていない。また、上記のように身体障害者と知的障害者の間でも格差が存在する。
2024年時点では、減収により収支に与える影響や本制度のこれまでの経緯、他の公共交通機関における割引の実態等を踏まえつつ、制度の趣旨に該当する精神障がいの程度とそれに伴う移動の困難性を考慮している状況であり、現時点で精神障がい者の方に直ちに障害者割引を適用することは難しいとしている。
なお、重度の身体・知的障害者の介護者の運転が割引となった際は、精神障害者保健福祉手帳の制度ができる1995年（平成7年）の前年であり、精神障害者は障害の事実が手帳等で確認できないため、対象外とされたが、手帳の制度ができた後の1999年（平成11年）に開始された身障者等割引制度研究会では、精神障害者のうち、単独では移動が著しく困難な者の介護者運転の場合についてのみ割引の対象としてはどうかという議論もあった。しかし、この時は結局重度の精神障害者の介護者の運転も対象にはならなかった。
これは、以前は精神障害者保健福祉手帳に本人の写真が貼付されていなかったため、身体障害者や知的障害者に対して実施している本人が乗車していることの確認が困難であることも課題の一つではないかとされていたが、写真の貼り付けが行われた2006年以降も割引の対象とはなっていない。
このように、現在ではNEXCO管轄の高速道路・有料道路、都市高速などの地方道路公社の多くでは本人運転と介護運転で高速道路料金の割引が行われており、本人運転では等級にかかわらず全ての身体障害者が全ての距離で対象になり、介護運転では重度の身体・知的障害者が介護者の運転する車に同乗する場合に対象となる。なお、重度の障害の範囲はJRの区分の第1種と同等である。身体障害者で本人が運転しない場合は割引の条件が厳しくなっており、知的障害者は本人の運転は割引されず、重度の障害者の介護運転の割引に限られる。
2021年7月19日～2021年8月9日の東京オリンピック期間中と2021年8月24日～2021年9月5日の東京パラリンピック期間中に首都高速道路が行う1000円上乗せは通常割引の対象とならない精神障害者も事前申請により免除となる。（新型コロナウイルス感染症の流行拡大に伴い東京オリンピック・パラリンピックが364日延期した為対象期間が変更された）。また熊野大花火大会が行われる日には大規模な交通規制がひかれるが、その規制除外証は精神障害者保健福祉手帳所持者にも発行される。

## 精神障害者への割引適用拡大の動き
上記の問題に対し、国が主体となって3障害一律の割引を行なうために動くべく、2016年3月頃から各地の都道府県議会で「障害者差別解消法に基き、精神障害者に対しても同一の交通機関の割引を行う」決議が全会一致でなされている。
2021年6月11日、赤羽一嘉国土交通大臣から国土交通省内各局に対し、「真の共生社会実現に向けた新たなバリアフリーの取組」に関する大臣指示を行った。その中で、精神障害者割引の導入促進に関して、「本取組の具体的な方向性や目標等を早期に定め、その実現に向けた検討等を開始すること。」を指示内容として明記している。
なお療育手帳では、全日本手をつなぐ育成会等、関係諸団体の運動の結果、JR運賃や鉄道料金の割引制度が設けられた。